# Спиральная антенна

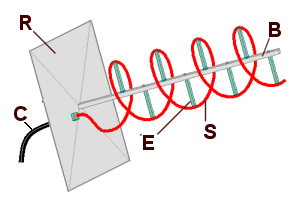
Типовая винтообразная антенна.
B: центральная опора,
C: коаксиальный кабель,
E: подпорка для спирали,
R: отражатель,
S: спираль

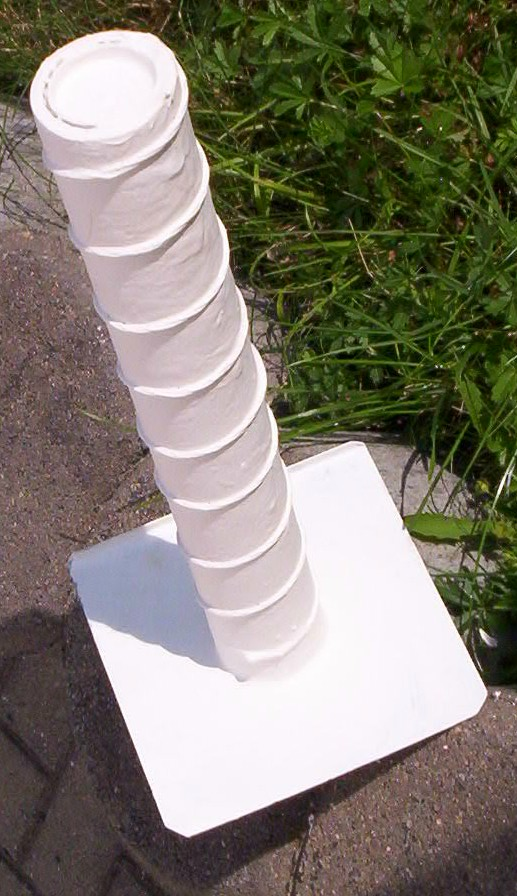
Покрашенная спиральная антенна для работы с Wi-Fi шлюзом на частоте 2,5 ГГц

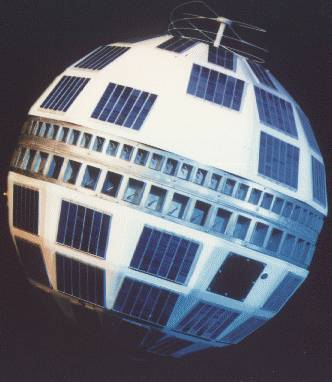
Первый телекоммуникационный спутник «Телстар» с винтообразной антенной.

Спира́льная антенна — диапазонная антенна бегущей волны, основным элементом которой является проводник в форме винтовой линии или спирали. Характерной особенностью спиральных антенн является их высокое входное сопротивление. Его без использования дополнительных трансформаторов можно привести к 50 Ом для согласования с обычным коаксиальным кабелем. Применяется антенна, как правило, для приёма и передачи на высоких частотах.

## Классификация
Спиральные антенны подразделяют на пространственные и плоские. Пространственные спиральные антенны часто называют винтообразной антенной.
По принципу работы винтообразные антенны подразделяют по направлению излучения на антенны с поперечным излучением (NMHA — Normal-Mode Helical Antenna) и антенны с осевым излучением (AMHA — Axial-Mode Helical Antenna).

## Винтообразные антенны с осевым излучением
Для работы в осевом режиме длина витков спирали (окружность витка) должна быть порядка одной длины волны. Винтообразные антенны в осевом режиме предназначены для излучения и приёма электромагнитных волн с круговой поляризацией. Правая круговая поляризация используется для радиосвязи практически на всех орбитальных спутниках. Направление поляризации определяется направлением намотки спирали. Винтообразные антенны с осевым излучением характеризуются довольно узкой диаграммой направленности, приближённо равной:
{\displaystyle HPBW\simeq {\frac {52\lambda ^{3/2}}{C{\sqrt {NS}}}}}
где {\displaystyle \lambda } — длина волны, C — длина окружности, N — число витков, S — шаг намотки спирали.

## Винтообразные антенны с поперечным излучением
Для работы в режиме поперечного излучения длина витков спирали (окружность витка) должна быть гораздо меньше длины волны. В зависимости от соотношения шага между витками и радиусом витка спирали при данной длине волны эллиптическая поляризация излучения может стремиться к вертикальной, горизонтальной, или быть круговой. Диаграмма направленности аналогична обычному несимметричному вибратору. Данный тип антенн широко используется в портативных радио-коммуникационных устройствах, в том числе в мобильных телефонах.

## Плоские спиральные антенны
Плоская спиральная антенна обычно состоит из двух спиралей, выполненных из проволоки или из фольги (например, по микрополосковой технологии), и расположенных центральносимметрично в плоскости антенны. Фидер подключают к этим плечам, аналогично подключению к симметричному вибратору. Рабочий диапазон антенны может превышать декаду.